# Autorretrato no 6º aniversário de casamento
Autorretrato no 6º Aniversário de Casamento (em alemão: Selbstbildnis am 6. Hochzeitstag) é uma pintura da artista alemã Paula Modersohn-Becker, uma das mais importantes primeiras expressionistas, da época de sua estadia em Paris em 1906.

## Descrição e Análise
Este autorretrato é, sem dúvida, uma das obras mais emblemáticas e revolucionárias da história da arte moderna europeia, não apenas por seu valor estético, mas por sua carga simbólica e existencial.
Paula Modersohn-Becker se pintou nua, de frente para o espectador, com as mãos pousadas sobre o ventre — levemente arredondado — como se estivesse grávida, embora naquele momento não estivesse. A data que intitula o quadro — "6º aniversário de casamento" — é profundamente ambígua: ela pintou essa imagem em Paris, sozinha, afastada de seu marido Otto Modersohn, num momento de ruptura interior e de intensa busca por autonomia como artista e como mulher.
A tela impressiona pela simplicidade e pela frontalidade. Modersohn-Becker aparece despida, sem adorno, com o corpo sólido, linhas arredondadas, e um rosto sereno, quase escultórico. O fundo é neutro, o espaço é despojado, eliminando qualquer referência narrativa. O foco é o corpo da mulher e o gesto — as mãos no ventre, sugerindo fertilidade e criação, mas também introspecção e proteção.
Este gesto ecoa tanto o arquétipo da Madona grávida quanto o da figura clássica da mulher criadora, unindo corpo e mente em um só símbolo. O olhar direto, calmo, assertivo, desafia a tradição do nu feminino pintado por homens, recusando a posição de objeto de desejo para ocupar o lugar de sujeito — a artista se pinta como ela própria deseja ser vista: autônoma, consciente, criativa.
Este autorretrato é um manifesto visual de liberdade e de transformação pessoal. Modersohn-Becker não apenas afirma sua autonomia enquanto artista, como antecipa, simbolicamente, a possibilidade de ser mãe — o que de fato aconteceu em 1907, pouco antes de sua morte, quando ela morreu de embolia poucos dias após dar à luz sua filha.
A obra é atravessada por uma tensão entre fragilidade e força, maternidade e individualidade, erotismo e introspecção. O fato de ter pintado esse retrato no seu "aniversário de casamento" acentua ainda mais o seu gesto de independência e talvez de redefinição do que o casamento significava para ela — não como clausura, mas como possibilidade de autoafirmação.